# Angst (1994)
Angst ist ein Fernsehfilm von Bernd Schadewald, der auf einem Kriminalfall vom Herbst 1990 basiert („Arnsberger Prozess“). Er entstand im Auftrag des ZDF und des ORF. Die TV-Premiere des Films erfolgte am 24. Juli 1994 auf dem ZDF.

## Handlung
Seitz missbraucht seit Jahren seine minderjährige Tochter und ist Vater ihres ersten Kindes. Er ist ein brutaler Gewalttäter und mehrfach einschlägig vorbestraft. Als sich Tanja ihrem neuen Freund anvertraut, überredet sie dieser, zur Polizei zu gehen. Seitz wird verurteilt und droht noch im Gericht, Tanja totzuschlagen.
Tanja und ihr Freund sind längst verheiratet, haben eigene Kinder, als sie das Schicksal nach sieben Jahren wieder einholt: Sie haben panische Angst vor Seitz, der bald aus der Haft entlassen wird und mit Rache droht. Vergeblich wenden sich Tanja und ihre Familie an die Behörden. Die können erst eingreifen, wenn eine konkrete Gefährdung vorliegt. Doch dann ist es zu spät, fürchtet Tanja. Zu spät für ihre Kinder und sie selbst. Gemeinsam besorgt sich die Familie ein Gewehr. Am Tag, an dem Seitz seine Haftstrafe verbüßt hat, lauern Tanja, ihr Mann und ihre Mutter Seitz vor dem Gefängnis auf und töten ihn.

## Festivals
- Baden-Badener Tage des Fernsehspiels 1994
- Münchner Filmfest 1994

## Kritik
Das Lexikon des internationalen Films befand, dass Angst „in verdichteter Form […] nach[zeichne], wie Gewalt in der Familie wiederum Gewalt erzeugt und Opfer zu Tätern werden.“